# توراس دولنی
تاراس واسیلویچ دولنی (انگلیسی: Toras Dolniy؛ زاده استان ترنوپیل ,منطقه زباراژسکی,روستای چومالی ۱۸ ژوئن ۱۹۵۹) ورزشکار ورزش دوگانه اهل اوکراین است. وی همچنین از ورزشکاران دوگانه در بازی‌های المپیک زمستانی ۱۹۹۴ قهرمان سه دوره مسابقات زمستانی یونیورسیاد ۱۹۸۳,برنده جایزه قهرمانی اروپا,قهرمان چند دوره جام قهرمانان اتحاد جماهیر شورویوی,قهرمان و برنده جایزه قهرمان تمام اتحادیه ها(جماهیر) و استاد بین المللی ورزش اتحاد جماهیر شوروری بوده‌است.